# Цесніськ-Великий
Цесніськ-Великий (пол. Cieśnisk Wielki) — село в Польщі, у гміні Янув Сокульського повіту Підляського воєводства.
Населення — 79 осіб (2011).

## Демографія
Демографічна структура станом на 31 березня 2011 року:
|          | Загалом | Допрацездатний вік | Працездатний вік | Постпрацездатний вік |
| -------- | ------- | ------------------ | ---------------- | -------------------- |
| Чоловіки | 35      | 5                  | 25               | 5                    |
| Жінки    | 44      | 8                  | 28               | 8                    |
| Разом    | 79      | 13                 | 53               | 13                   |